# Harry Guardino
 (juillet 2009).
Si vous disposez d'ouvrages ou d'articles de référence ou si vous connaissez des sites web de qualité traitant du thème abordé ici, merci de compléter l'article en donnant les références utiles à sa vérifiabilité et en les liant à la section « Notes et références ».
Harry Guardino, né le 23 décembre 1925 dans le Lower East Side (New York) aux États-Unis et mort le 17 juillet 1995 à Palm Springs aux États-Unis, est un acteur américain d'origine italienne.

## Parcours professionnel
Cet acteur de New York étudia d'abord sur les planches avant de se lancer à Hollywood. Parmi sa filmographie, on compte des collaborations avec Clint Eastwood dans L'Inspecteur Harry (1971) et L'inspecteur ne renonce jamais (1976).
Cet acteur éclectique fait encore ses preuves dans le Capone de Steve Carver en 1974 en campant un Johnny Torrio face à Ben Gazzara avec qui il étudiait au théâtre.
C'est sur le petit écran qu'il s'impose notamment avec la série de CBS Le Reporter où il interprète Danny Taylor en compagnie de Gary Merrill qui campe Lou Sheldon. Il reprendra vraiment la télévision dans The New Perry Mason où il campe Hamilton Burger, la némésis du héros, joué par Monte Markham.
Il sera ensuite majoritairement invité dans les séries, des apparitions dans Kojak, Alfred Hitchcock Présente, Route 66 et d'autres, mais ces apparitions ne sont prémices que d'une fin de carrière passant inaperçue.
Le 17 juillet 1995, il meurt d'un cancer du poumon à Palm Springs en Californie.

## Filmographie partielle

### Cinéma
- 1951 : Sirocco : Le lieutenant Collet
- 1959 : La Gloire et la Peur (Pork Chop Hill) : Le soldat Forstman
- 1959 : Millionnaire de cinq sous (The Five Pennies) : Tony Valani
- 1961 : Le Roi des rois (King of Kings) : Barabbas
- 1962 : L'enfer est pour les héros (Hell is for Heroes) : Le sergent Larkin
- 1962 : Le Pigeon qui sauva Rome (The Pigeon That Took Rome) de Melville Shavelson : Sergent Joseph Contini
- 1966 : Opération San Gennaro (Operazione San Gennaro) : Jack
- 1967 : L'Honorable Griffin (The Adventures of Bullwhip Griffin) : Sam Trimble
- 1968 : Police sur la ville  (Madigan) : Le détective Rocco Bonaro
- 1968 : Les Complices (Jigsaw) de James Goldstone
- 1968 : Tous les héros sont morts (The Hell with Heroes) de Joseph Sargent
- 1971 : L'Inspecteur Harry (Dirty Harry) : Le lieutenant Al Bressler
- 1972 : Ils ne tuent que leurs maîtres (They Only Kill Their Masters) de James Goldstone :Capitaine Streeter
- 1975 : L'Infirmière de la compagnie casse-cou (Whiffs) : Chops Mulligan
- 1975 : Capone de Steve Carver : Johnny Torrio
- 1976 : Monsieur St. Ives (St. Ives) : L'inspecteur Frank Deal
- 1976 : L'inspecteur ne renonce jamais (The Enforcer) : Le lieutenant Al Bressler
- 1977 : Le Toboggan de la mort (Rollercoaster) : Keefer
- 1978 : C'est dans la poche (Matilda) : Oncle Nono
- 1978 : Doux, Dur et Dingue (Every Which Way But Loose) : James Beekman (non crédité)
- 1979 : De l'or au bout de la piste (Goldengirl) : Valenti
- 1980 : Ça va cogner (Any Which Way You Can) : James Beekman
- 1991 : Under Surveillance : Ben Hirsch
- 1993 : Fist of Honor : Dino Diamond

### Télévision

#### Séries télévisées
- 1960-1962 : Les Incorruptibles : Johnny Templar / Nick Moses / Frank O'Dean
- 1969-1979 : Hawaï police d'État : Le sergent Simms / Mike Martin / Le commandant Wallace / Johnny Mio
- 1974 : Kojak : Le détective Benny Fiore (saison 1 épisode 18)
- 1993 : Arabesque :  Danny Cochran (saison 9 épisode 14)

#### Téléfilms
- 1971 : La Dernière Chance : Howard Drumm
- 1979 : Pleasure Cove : Bert Harrison